# Joênia Wapichana
Joênia Batista de Carvalho, mais conhecida como Joênia Wapichana OMC (Boa Vista, 20 de abril de 1973), é advogada, sendo a primeira mulher indígena a exercer a profissão no Brasil, e política brasileira filiada à Rede Sustentabilidade (REDE). Atualmente, exerce a presidência da Fundação Nacional dos Povos Indígenas (Funai), tornando-se a primeira mulher indígena a comandar a entidade.
Joênia é a primeira mulher indígena a ser eleita deputada federal, representando Roraima, durante as eleições de 2018. Antes dela, o único indígena eleito ao Parlamento foi o xavante Mário Juruna.

## Biografia

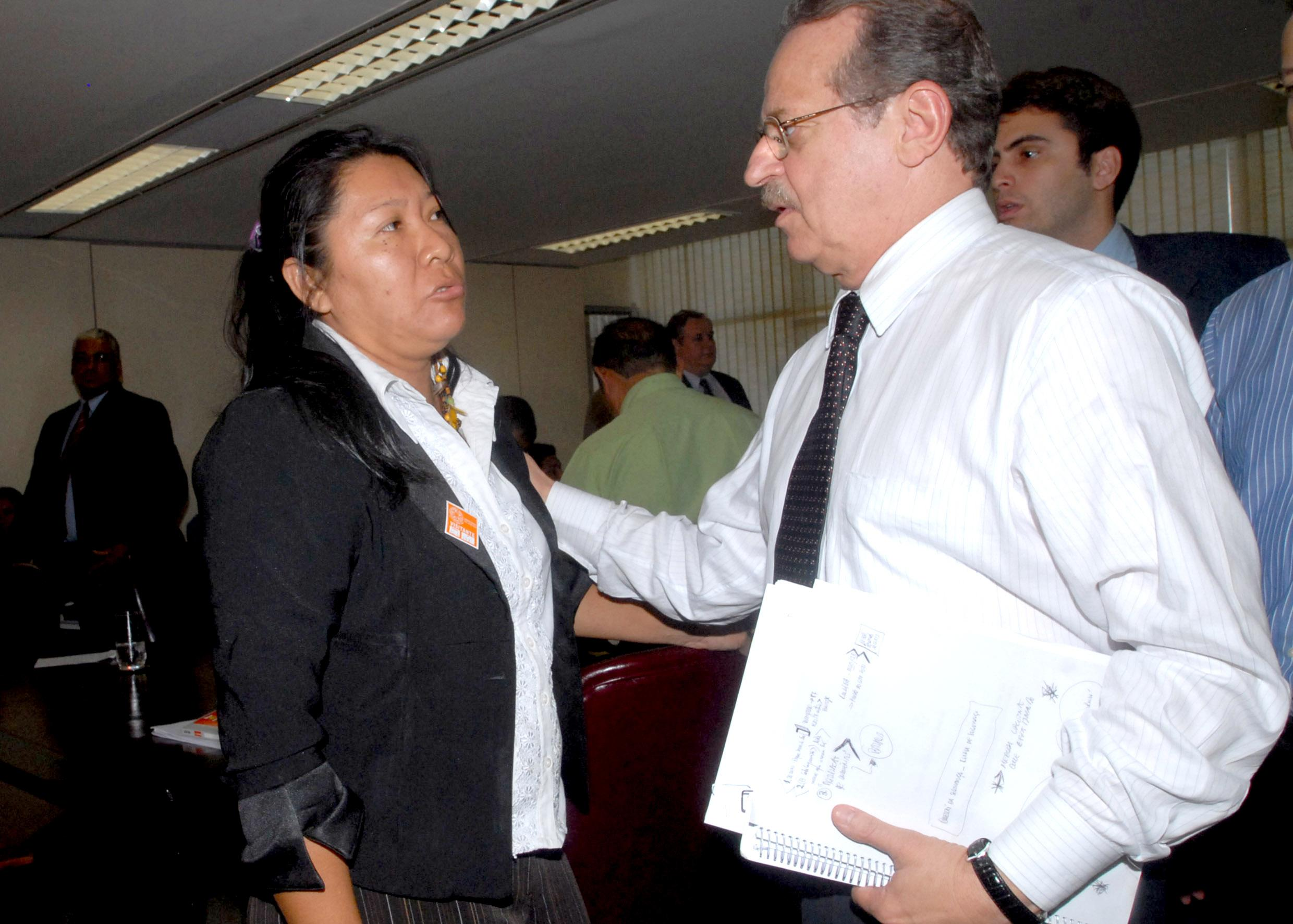
Joênia conversa com o então ministro da Justiça, Tarso Genro, em 2008.

Nasceu na comunidade indígena Cabeceira do Truarú, localizada na etnoregião Murupú e na zona rural do Município de Boa Vista. É de etnia Wapixana (um grupo étnico aruaque). Aos 8 anos de idade, deixou a comunidade onde nasceu e mudou-se com a mãe para a sede municipal (área urbana) de Boa Vista. Falante nativa da língua uapixana, aprendeu o português e começou a se interessar pelos estudos na capital roraimense. Depois de concluir o ensino médio, passou a trabalhar em um escritório de contabilidade durante o dia, enquanto cursava direito à noite. Formou-se em 1997 pela Universidade Federal de Roraima (UFRR). Em 2011 concluiu o mestrado em Direito Internacional pela Universidade do Arizona, nos Estados Unidos.
Atuou na demarcação da reserva indígena Raposa Serra do Sol, além de trabalhar no departamento jurídico do Conselho Indígena de Roraima (CIR) e na defesa de direitos de índios à posse de suas terras na Região Norte do Brasil.
Foi a primeira presidente da Comissão de Direitos dos Povos indígenas da Ordem dos Advogados do Brasil (OAB), criada em 2013.
Nas eleições de 2018, foi eleita à Câmara dos Deputados por Roraima, pela Rede Sustentabilidade.   Crítica contumaz do governo de Jair Bolsonaro, apresentou pedido de impeachment contra o presidente em 1 de fevereiro de 2021; alegando crimes contra a população indígena. O requerimento da deputada – a única representante indígena do Congresso Nacional do Brasil na atual legislatura – foi o 66º pedido aberto contra o chefe do Executivo desde o início do seu mandato, em 2019.  Em anúncio feito pela deputada em coletiva no Congresso Nacional, este pedido foi apresentado conjuntamente, também, por outros membros do partido Rede Sustentabilidade (Rede) como o senador Randolfe Rodrigues, e os deputados federais oposicionistas ao governo federal como Erika Kokay, David Miranda e Alessandro Molon.

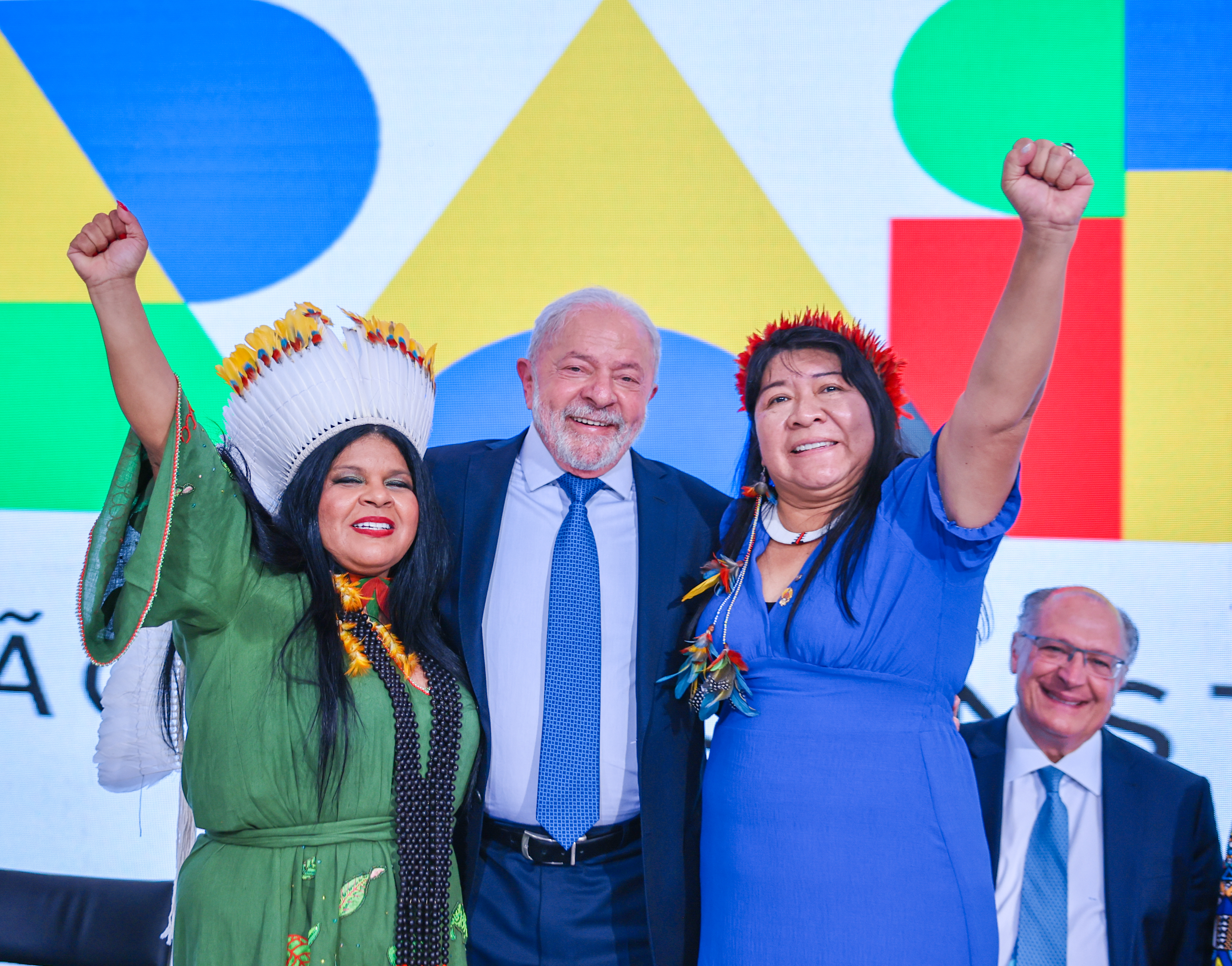
Joênia na posse de Sônia Guajajara no Ministério dos Povos Indígenas.

Ainda no ano de 2021, Joênia Wapichana, em audiência promovida pela Ordem dos Advogados do Brasil (OAB), criticou o governo federal e a “Nova Funai”, questionando a afirmação de que a nova entidade é ouvinte dos povos indígenas e defensora do meio ambiente, divulgada pelo general Augusto Heleno, membro do governo de Bolsonaro. Joênia afirmou que a “Nova Funai” deixou de cumprir sua tarefa mais importante: a demarcação de terras indígenas. Também reclamou da omissão diante do avanço do garimpo ilegal na Amazônia: “A situação é muito preocupante. E a Funai só atende o lado que está de acordo com as ideias do governo”, acusou. Durante seu mandato como deputada, Joênia denunciou as consequências sociais e humanitárias do impacto do garimpo sobre as populações indígenas, com o aumento do alcoolismo, fome, desestrutura familiar e casos de suicídios, especialmente entre os jovens.
Joênia não foi reeleita deputada federal nas eleições de 2022, apesar de ter obtido 11.221 votos.
Em 2023, tornou-se a primeira mulher indígena a presidir a Funai, que passou a se chamar Fundação Nacional dos Povos Indígenas (antiga Fundação Nacional do Índio).
Joenia Wapichana, enquanto deputada federal, solicitou providências do MPF para garantir vacina para todos os indígenas. Joenia Declarou: "Não identificamos no Plano Nacional de Imunização estratégias para o atendimento de todos os povos indígenas. O que verificamos é que no Plano do Ministério da Saúde está explícito que a vacinação é exclusiva para indígenas que vivem Terras Indígenas regularizadas”, relatou Joenia Wapichana, ao considerar a vulnerabilidade dos povos indígenas, o alto índice de infectados e óbitos pela Covid-19, tanto entre os povos que vivem em seus territórios tradicionais, como entre àqueles que vivem fora de terras, por conta da política de esbulho adotada pelo Estado por alguns anos, ou mesmo em contextos urbanos." Vale lembrar que os povos indígenas foram classificados como grupo de risco, conforme a Lei nº 14.021/2020

## Prêmios
- Recebeu o Prêmio Reebok pela sua atuação na defesa dos direitos humanos em 2004.[13]
- Foi condecorada com a Ordem do Mérito Cultural do Ministério da Cultura em 2010.[14]
- Recebeu o Prêmio de Direitos Humanos da Organização das Nações Unidas (ONU) em 2018.[2][15]
- Recebeu a condecoração de Comendadora da Ordem de Rio Branco em 2023.[16]